# Air California
Air California, más tarde llamada AirCal, fue una aerolínea regional que utilizaba sus medios para conectar los diferentes puntos del estado de California y algunos estados vecinos del oeste. Fue fundada por una sociedad de ejecutivos de Orange County como una alternativa a otras aerolíneas y al sistema de ferrocarril. La aerolínea comenzó a operar con su primer vuelo en enero de 1967 entre el Aeropuerto de Orange County (SNA) y el Aeropuerto Internacional de San Francisco (SFO), una ruta nunca antes servida.

## Historia

### Primera flota
Air California fue una de las 20 últimas aerolíneas en utilizar el cuatrihélice Lockheed Electra en vuelos regulares. A finales de los 70, su flota se componía principalmente de aviones Boeing 737, con algún DC-9 y BAe 146 también.

### Marketing
Un programa de marketing utilizado por Air California de principios a mediados de los 70 ofrecía viajes escolares a Sacramento por 25 dólares por persona, donde los escolares podían efectuar una visita turística de la capital del estado de California, la mansión del gobernador, y el Fuerte de Sutter. Otro programa de marketing fue lanzado en 1980, cuando AirCal comenzó a actualizar su flota con los nuevos DC 9-80 (MD80). Por un corto lapso de tiempo en el aeropuerto de Burbank, cualquiera podía adquirir billetes de ida con validez de un año a cualquiera de los dos aeropuertos de la zona del golfo en los que operaba (San Jose y Oakland). El precio era de 9.80 dólares un trayecto y 19.60 dólares por ida y vuelta, con un límite de 4 idas y vueltas por persona. A finales de año, cuando AirCal comenzó a operar a SFO, los billetes también fueron válidos para este destino.
Tuvo un acalorado enfrentamiento con Pacific Southwest Airlines (PSA), otra compañía interestatal. Después de la Desregularización Aérea de 1978 comenzó a volar a Reno, Nevada y Portland, Oregon, pero se comenzó a hablar de que la aerolínea pretendía ser comprada por una de las compañías nacionales más grandes. 
Durante los 80, cambió su nombre, adoptó un nuevo logo e imagen más brillantes, incluyendo un nuevo ropero para sus empleados creados por la notable diseñadora, Mary McFadden. Durante los 80, operaban una mezcla de aviones Boeing 737, McDonnell Douglas MD-80, y British Aerospace BAe-146. Curiosamente, los dos últimos tipos de avión fueron también operados por su rival Pacific Southwest Airlines en algunas de sus mismas rutas.

### El fin
Air California, junto con su equipamiento, sus rutas, e instalaciones, fue adquirida poco a poco por American Airlines en 1987. American continuó volando muchos de los aviones de AirCal repintados y retapizados desde una nueva base en el Aeropuerto Internacional San Jose hasta que American transfirió el total de vuelos de sus operaciones en San Jose a Reno Air a mediados de los 90. American compraría más tarde Reno Air en 1999.